# Oh! Calcutta!

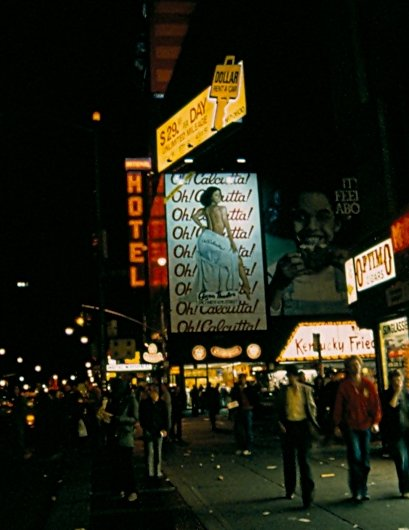
Billboard on Broadway in 1981

Oh! Calcutta! was een theaterrevue (musical) in de jaren 70. 
De show begon in 1969 als off-Broadwayproductie. In 1976 werd de revue op Broadway vertoond (als een zogenaamde Broadway-revival) en duurde deze dertien jaar.
Het is daarnaast een Amerikaanse cultfilm uit 1972, gebaseerd op deze musical. De film werd geregisseerd door Jacques Levy.
De titel is een woordspeling op het Franse "O quel cul t'as", wat zoveel betekent als "Wat een lekker kontje". 
In de meeste sketches (geschreven door onder meer Samuel Beckett en John Lennon) waren de acteurs naakt. De musical werd dan ook al snel beroemd onder de hippies en zeker de film kan worden gezien als een hippie-film.
De muziek is gecomponeerd door: Robert Dennis, Peter Schickele (alias P.D.Q. Bach) en Stanly Welden.
Alle schrijvers die een bijdragen hebben geleverd aan de musical op alfabetische volgorde: Samuel Beckett, Jules Feiffer, Dan Greenburg, John Lennon, Jacques Levy, Leonard Melfi, David Newman, Robert Benton, Sam Shepard, Clovis Trouille, Kenneth Tynan en Sherman Yellen.

## Nederland
Op 2 juli 1971 ging een Nederlandse versie van Oh Calcutta, vertaald door Alfred Pleiter, in première. Daarin speelden onder anderen Willeke van Ammelrooy, Arnie Breeveld, Natascha Emanuels, Hans van der Gragt, Paula Majoor, Maélys Morel, André Verdoner, Anne van Weerde en Jan Wegter.  Deze voorstelling heeft maar kort gelopen in het theater. Er is een LP van uitgebracht. 